# Tarquinia
Tarquinia je město v Laziu v provincii Viterbo ve střední Itálii. Ke konci roku 2019 zde bylo registrováno 16410 obyvatel, což představuje mírný pokles oproti předchozímu období. Město je pojmenováno podle etruského města Tarch(u)na, pozdější římské Tarquinii, jehož zbytky se nacházejí severně od současného města. Tyto nejstarší dějiny Tarquinie jsou prezentovány v místním archeologickém muzeu (Museo archeologico nazionale di Tarquinia).
Zdejší hřbitov je spolu se hřbitovem v Cerveteri součástí světového dědictví UNESCO.

## Historie

Okřídlený kůň, Národní muzeum v Tarquinii

Tarquinie (etrusky Tarch(u)na, latinsky Tarquinii) byly jedno z nejstarších a nejvýznamnějších etruských měst. Významem zastínily své sousedy ještě před zavedením písma. Podle archeologických nálezů byly významným obchodním centrem již v 8. stol. př. n. l.
Z Tarquinií pocházeli dva ze sedmi legendárních římských králů, pátý Lucius Tarquinius Priscus a poslední Lucius Tarquinius Superbus. Tarquinius Priscus je některými autory považován za historickou osobu (na rozdíl od jeho předchůdců) a za skutečného zakladatele starověkého Říma jako města.
Řada římských náboženských rituálů pochází z Tarquinií. Dokonce i v době císařství zde sídlilo kolegium šedesáti haruspiků.

## Partnerská města
- Jaruco, Kuba
- Rabat, Malta